# Гірчак Ігор Ярославович
Ігор Ярославович Гірчак (нар. 22 грудня 1976, м. Тернопіль, нині Україна) — український громадсько-політичний діяч. Депутат Тернопільської міської ради (1998, 2002). Член Національної спілки журналістів України (2015), Міжнародної федерації журналістів (2016).

## Життєпис
Ігор Гірчак народився 22 грудня 1976 року у місті Тернополі.
Закінчив Тернопільську загальноосвітню школу № 14 (1994), Українську школу політичних студій, Тернопільський інститут економіки та підприємництва (1999). Працював бухгалтером ПТ «Артекс» (1999), в.о. генерального директора, керівником адміністративного департаменту Тернопільського агентства міського розвитку (2002—2020), виконавчим директором Тернопільського регіонального відділення Асоціації міст України (2002—2020), від 2020 — секретарем Тернопільської міської ради.

### Громадська діяльність
І Віце-президент обласного громадського об'єднання «Альянс молоді Тернопільщини» (1996—2020). Голова, співзасновник ГО «Федерація студентів» Інституту економіки та підприємництва (1997—1999), голова Регіональної організації Тернопільської області Всеукраїнська професійна спілка «Соціальний прогрес» (2000—2020), заступник голови, виконавчий директор ГО «Нова Хвиля» (2001—2020), голова ГО «Асоціація споживачів» (2003—2020).
Співзасновник та організатор гастрономічного фестивалю «КоропФест» (2008—2010).

## Нагороди
- орден «За заслуги» III ступеня (1999)[4],
- почесна грамота Кабінету Міністрів України (2022)[5];
- премія Кабінету Міністрів України за внесок молоді у розбудову держави (2001)[6],
- грамота Верховної Ради України (2017)[3].